# Водяная Балка (Днепропетровская область)
Водяная Балка (укр. Водяная Балка, до 2024 года — Первомайское) — село,
Гуляйпольский сельский совет,
Каменский район,
Днепропетровская область,
Украина.
Код КОАТУУ — 1222082009. Население по переписи 2001 года составляло 7 человек.

## Географическое положение
Село Первомайское находится на левом берегу реки Водяная,
выше по течению на расстоянии в 4,5 км расположено село Любимовка (Софиевский район),
ниже по течению на расстоянии в 0,5 км расположено село Александро-Беловка (Софиевский район).
Рядом проходит автомобильная дорога Т-0432.

## История
Еврейская земледельческая колония «Поселок 101/3» была включена в черту села Первомайское.

## Происхождение названия
Село было названо в честь праздника весны и труда Первомая, отмечаемого в различных странах 1 мая; в СССР он назывался Международным днём солидарности трудящихся.
На территории Украинской ССР имелись 50 населённых населённых пунктов с названием Першотравневое и 27 — с названием Первомайское.